# Similomerona nematophora
Similomerona nematophora is een hydroïdpoliep uit de familie Oceaniidae. De poliep komt uit het geslacht Similomerona. Similomerona nematophora werd in 1986 voor het eerst wetenschappelijk beschreven door Antsulevich & Polteva. 